# Molí de Sorribes
El Molí de Sorribes és una obra de Gósol (Berguedà) inclosa a l'Inventari del Patrimoni Arquitectònic de Catalunya.

## Descripció
Molí situat al marge esquerre del riu Aigua de Valls, afluent del riu Cardener. Només es conserven dues rodes i el rec de l'antic molí. Es tracta d'una construcció senzilla de planta rectangular i coberta a dues aigües.
Del molí fariner de Sorribes en queda ben poca cosa, ja que part de l'estructura del casal fou aprofitada per aixoplugar un petit generador d'electricitat que abasteix Sorribes. En el curs de les obres es netejà l'entorn de la runa del vell casal i la vegetació cobrí la seva planta. Prop de la petita construcció esmentada, totalment refeta els anys setanta del segle xx, encara s'hi conserven dues moles, una del segle xviii i l'altre de menors dimensions, probablement d'origen medieval.

## Història
Tot i que manquen les notícies documentals sobre l'existència del molí, el testimoni i la presència de les moles confirma l'existència d'un molí fariner en aquest lloc, molt probablement d'orígens medievals.
Va funcionar fins al segle xix i era propietat de la família Perramon de Sorribes, que al mateix segle va desmuntar el molí tot traslladant els elements moliners cap al veí -i també de la seva propietat- molí de la Farga. Al 1929, al lloc on es trobava l'antic molí s'hi construí un edifici de pedra per encabir una minicentral hidroelèctrica comunitària per a l'abastiment elèctric del veïnat de Sorribes, que restà en funcionament fins al 1974, any en què es connectà a la xarxa elèctrica. Des d'aquell moment, el molí ha estat en desús.